# Natalja Rusakova

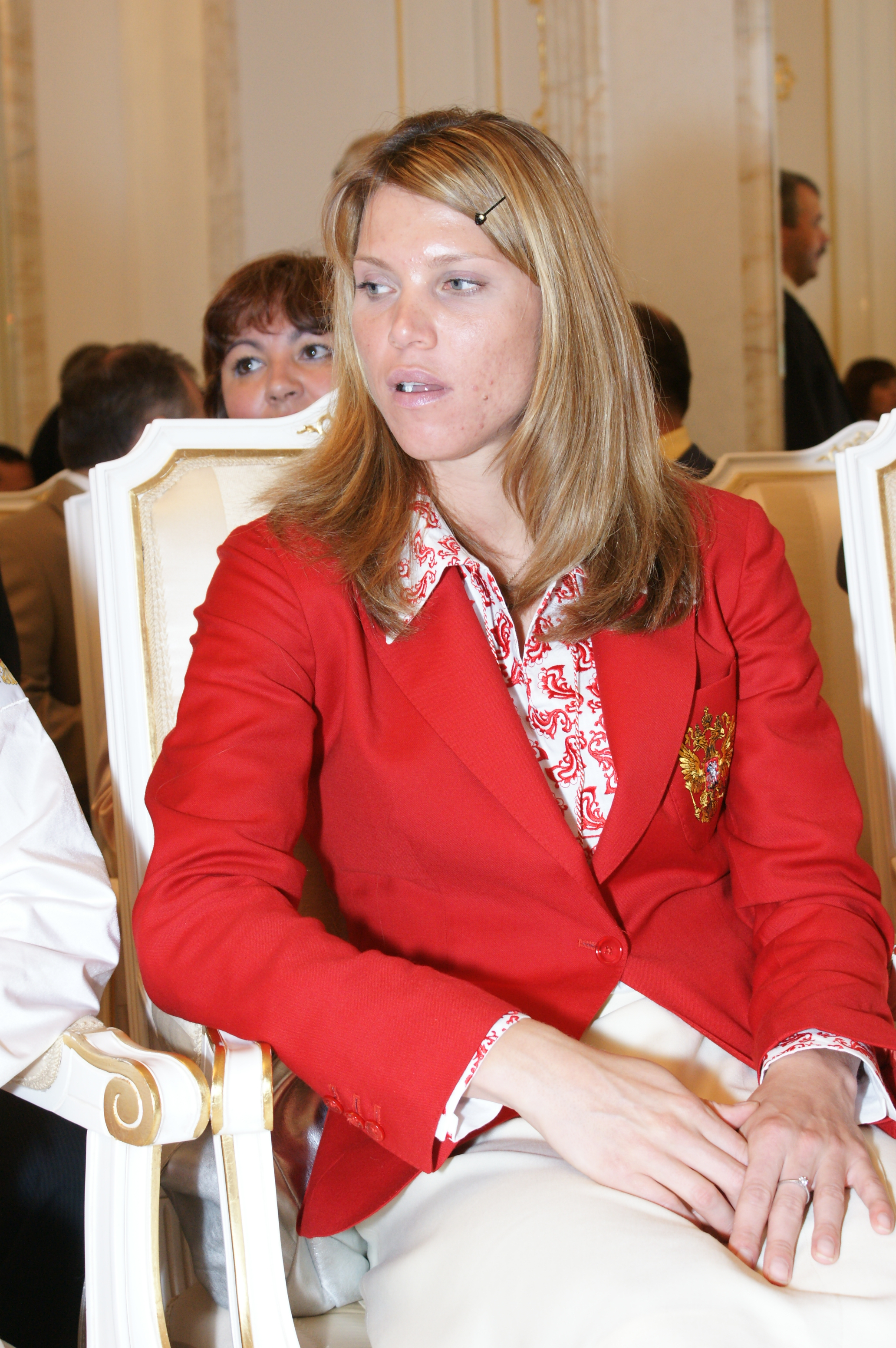
2008

Natalja Michajlovna Rusakova (ryska: Наталья Михайловна Русакова), född den 12 december 1979 som Natalja Kresova, är en rysk friidrottare som tävlar i kortdistanslöpning och i häcklöpning.
Rusakovas genombrott kom när hon vid universiaden 2003 blev bronsmedaljör på 100 meter häck. Vid Olympiska sommarspelen 2004 deltog hon på 100 meter häck men blev utslagen i semifinalen.
Vid EM 2006 i Göteborg blev hon bronsmedaljör på 200 meter dessutom ingick hon i stafettlaget över 4 x 100 meter som blev guldmedaljörer. Vid VM 2007 blev hon utslagen i kvartsfinalen på 200 meter. Samma öde gick hon till mötes vid Olympiska sommarspelen 2008 då hon blev utslagen både på 100- och 200 meter i kvartsfinalen.

## Personliga rekord
- 100 meter häck - 12,70
- 100 meter - 11,18
- 200 meter - 22,53